# Eckersteinska litteraturpriset
Eckersteinska litteraturpriset delades ut första gången 1949. Det delades ut som en uppmuntran till fortsatt författarskap. Det tilldelades västsvenska författare som utgivit verk med särskilda konstnärliga förtjänster. 

## Pristagare
- 1949 – Östen Sjöstrand
- 1950 – Inga Collins
- 1951 – Hans Peterson
- 1952 – Sune Stigsjöö
- 1953 – Ella Hillbäck
- 1954 – Karl-Axel Häglund
- 1955 – Olle Mattson
- 1956 – Anna Greta Wide
- 1957 – Mira Teeman
- 1958 – Evert Lundström
- 1959 – Gulli Lindström
- 1960 – Arne Lundgren
- 1961 – Rolf Dahlström
- 1962 – Bengt Anderberg
- 1963 – Anderz Harning
- 1964 – Ej utdelat
- 1965 – Gunnar Möllerstedt
- 1966 – Staffan Seeberg
- 1967 – Märta Weiss
- 1968 – Ove Allansson
- 1969 – Bo Sigvard Nilsson
- 1970 – Ej utdelat
- 1971 – Ej utdelat
- 1972 – Ej utdelat
- 1973 – Ej utdelat
- 1974 – Göran Tunström
- 1975 – Claes Hylinger
- 1976 – Erik Johansson
- 1977 – Arne Gadd
- 1978 – Mona Kalin
- 1979 – Sune Örnberg
- 1988 – Carl-Johan Vallgren